# III обикновено народно събрание
Третото обикновено народно събрание (III ОНС) е народно събрание на Княжество България. Заседава в сградата на Мъжката гимназия в София (ъгъла на ул. „Московска“ и „Дунав“) между 10 декември 1882 и 25 декември 1883.
Първата сесия на III ОНС се провежда в условията на Режима на пълномощията, когато Търновската конституция е суспендирана. Министър-председател е ген. Соболев. В страната се разгарят протести и бунтове ръководени от Либералната партия. 
Втората сесия започва при постигнато споразумение между либерали и консерватори.
На 06 септември 1883 г. княз Александър І Батенберг възстановява Търновската конституция и разпуска кабинета на ген. Соболев.
На 19 септември 1883 г. за министър-председател е назначен Драган Цанков, който съставя коалиционен кабинет.

## Избори
Парламентарните избори са насрочени с указ на княз Александър № 723 от 28 октомври 1882 г. и се провеждат на 21 ноември същата година. По нов закон приет преди изборите, броят на народните представители е намален до 47 (от 307 в предишното ВНС) и се въвеждат условия за по-високо образование и двустепенни избори. Тези промени са в помощ на Консервативната партия, която печели мнозинството в събранието.
След проведени допълнителни избори през лятото на 1883 година, броят на народните представители е увеличен на 55. С толкова депутати започва втората (извънредна) сесия на 4 септември 1883 година.

## Сесии
- I редовна – (10 декември 1882 – 13 февруари 1883)
- II редовна – (4 септември – 25 декември 1883) 
  - Забележка: Първите 3 заседания 4 – 6 септември 1883 са отбелязани като извънредна сесия.

## Бюро

### Председатели
- Митрополит Симеон Варненски и Преславски (11 декември 1882 – 8 септември 1883)
- Димитър Греков (9 септември – 25 декември 1883)

### Подпредседатели
- Иван Данев
- Атанас Минчов
- Иваница Симеонов

## Законопроекти
- Закон за тържищата[4]
- Закон за лозята, поземления данък и спиртните питиета [5]
- Закон за обработването на мака и добивания от него афион[6]
- Закон за лозята (поземлен данък данък на спиртните питиета)[7]
- Закон за преобразуване на десятъка в даждие от пари[8]
- Закон за амнистията на всички ония лица, които са осъдени или които се намират по съдебно следствие за политически престъпления[9]
- Наказателен закон за престъпленията по печата[10]
- Закон за пожарите по села, махали, колибите и по-малките градове, които се занимават преимуществено със земеделие[11]
- Закон за правата на общинските кметски наместници[12]
- Закон за развитие на родната промишленост[13]
- Закон за градското право (данък „октроа“)[14]
- Закон за държавния печат[15]
- Закон за бирниците по събиране на преките данъци
- Закон за изменение на Конституцията[16]
- Закон за избиране на представителите във Великото народно събрание и в ОНС[17]
- Закон за железния път Свищов-София[18]
- Закон за замяната на десятъка с паричен данък[19]
- Закон за горите[20]
- Закон за общините и градското управление[21]
- Закон за черкезките и татарските земи[22]
- Закон за престъпните деяния срещу особата на Негово Величество Княза[23]

## Разпускане
Причините за разпускането му са постигнатото споразумение между консерваторите и част от либералите за преодоляване на политическата криза, възстановяване на Търновската конституция и формиране на коалиционен кабинет. Изработен е проект за промяна на конституцията в консервативен дух, предвиждащ разширяване на правата на княза в управлението, имуществен и образователен ценз на избирателите, двукамерен парламент и други.